# Sint-Martinuskerk (Keulen-Zündorf)
De Sint-Martinuskerk (Duits: St. Martin) is een rooms-katholiek kerkgebouw in Zündorf (Stadtbezirk Köln-Porz), een stadsdeel in Keulen aan de rechter oever van de Rijn.

## Geschiedenis
In het jaar 1009 werd een voorganger van de huidige kerk door aartsbisschop Heribert aan de abdij Deutz toevertrouwd. De bouw van de romaanse kerk volgde in de 12e eeuw. In het Liber Valoris ecclesiarum Coloniensis dioceses, een register waarin de inkomsten van alle kerkelijke instituten van het bisdom Keulen werden geadministreerd, werd de kerk rond 1300 een parochiekerk genoemd.
Na twee branden werd het oude kerkschip afgebroken en in de periode 1780-1785 door de huidige zaalkerk vervangen.